# کامارین
کامارین (به لاتین: Kamaryn) یک منطقهٔ مسکونی در بلاروس است که در Brahin District واقع شده‌است. کامارین ۱٬۷۷۷ نفر جمعیت دارد.